# شرکت نفت برمه
شرکت نفت برمه (به انگلیسی: Burmah Oil Company) شرکت نفت و گاز بریتانیایی بود، که به‌عنوان یکی از نخستین شرکت‌های نفتی جهان شناخته می‌شود و در سال ۱۸۸۶ توسط دیوید سایم کارگیل در شهر گلاسگو، اسکاتلند تأسیس شد.
این شرکت پایه‌گذار شرکت‌های نفتی بسیاری بوده‌است. اولین شرکت نفتی خاورمیانه؛ شرکت نفت آنگلو-پرشین (و یا شرکت نفت ایران و انگلیس) یا همان بی پی از شرکت‌های تابعه این شرکت نفتی بریتانیایی محسوب می‌شد. شرکت بی‌پی نیز در آغاز فعالیت، از شرکت‌های زیرمجموعه شرکت نفت برمه بود، که چند سال پس از تغییر نام به بریتیش پترولیوم مستقل شد.

## تضّاد
شرکت نفت برمه  بر خلاف نامش از آغاز تأسیس و فعالیت، یک شرکت کاملاً بریتانیایی بود. در سال ۱۹۶۶ شرکت نفت برمه، شرکت تولید روغن موتور کسترول را خریداری کرد. سپس دو شرکت با هم ادغام شدند و شرکت جدید «برمه-کسترول» نام گرفت.
شرکت برمه-کسترول در سال ۲۰۰۰ توسط بی‌پی خریداری شد و در نهایت در همان سال، بخش مربوط به شرکت نفت برمه، با شرکت بی‌پی ادغام گردید و بخش مرتبط با شرکت کسترول نیز به‌عنوان یک شرکت تابعه از بی‌پی، ولی با مدیریت مستقل به فعالیت خود ادامه داد. شرکت نفت برمه در نهایت در سال ۲۰۰۰ منحل شد.